# Mycomya carrerai
Mycomya carrerai är en tvåvingeart som beskrevs av Coher 1950. Mycomya carrerai ingår i släktet Mycomya och familjen svampmyggor. Inga underarter finns listade i Catalogue of Life.